# Tantilla melanocephala
Espèce
Synonymes
- Coluber melanocephalus Linnaeus, 1758
- Elapomorphus mexicanus Günther, 1862
- Homalocranium melanocephalum var. fuscum Bocourt, 1883
- Tantilla pallida Cope, 1887
- Homalocranium melanocephalum var. pernambucense Günther, 1895
- Homalocranium melanocephalum fraseri Günther, 1895
- Tantilla fraseri (Günther, 1895)
- Homalocranium longifrontale Boulenger, 1896
- Tantilla longifrontalis (Boulenger, 1896)
- Homalocranium hoffmanni Werner, 1909
- Elapomorphus nuchalis Barbour, 1914
- Tantilla equatoriana Wilson & Mena, 1980
- Tantilla marcovani De Lema, 2004

Tantilla melanocephala  est une espèce de serpents de la famille des Colubridae.

## Répartition
Cette espèce se rencontre, :
- au Panama ;
- sur les îles de Trinité, de Tobago, de Saint-Vincent, d'Union et de Grenade ;
- en Amérique du Sud à l'exception du Chili et du Sud de l'Argentine.

Les spécimens observés au Nord du Panama appartiennent aux espèces Tantilla armillata et Tantilla ruficeps.

## Systématique et taxinomie
Tantilla fraseri et Tantilla longifrontalis ont été placées en synonymie avec Tantilla melanocephala par Van Wallach et Boundy en 2014. Tantilla marcovani a été placée en synonymie avec Tantilla melanocephala par Wilson et Mata-Silva en 2015.

## Étymologie
Son épithète spécifique, du grec ancien μέλας, mélas, « noir », et κεφαλή, képhalế, « tête », lui a été donnée en référence à sa livrée.

## Publication originale
- Linnaeus, 1758 : Systema naturae per regna tria naturae, secundum classes, ordines, genera, species, cum characteribus, differentiis, synonymis, locis, ed. 10 (texte intégral).